# Regnans in Excelsis
Regnans in Excelsis — папська булла, випущена 25 лютого 1570 року, в якій папа Пій V оголошував королеву Англії Єлизавету I єретичкою і звільняв усіх її підданих від служби їй і необхідності виконувати її накази. Написана латиною.
Булла спровокувала масові гоніння на єзуїтів у Англії, що зумовило випуск 1580 року папою Григорієм XIII пояснення до булли, в якому йшлося, що католики мають зовні коритися королеві у всіх цивільних питаннях, поки не з'явиться можливість повалити її.